# Kábul (řeka)
Kábul (persky دریای کابل‎) je řeka v Afghánistánu (provincie Kábul, Nangarhár) a v Pákistánu (Federálně spravovaná kmenová území, Chajbar Paštúnchwá). Je 460 km dlouhá.

## Průběh toku
Pramení na svazích horského hřbetu Kūh-e Bābā v Afghánistánu. Na horním toku má horský charakter. Poté protéká Dželalabádskou mezihorskou propadlinou a od města Péšávar teče kopcovitou krajinou. Ústí do Indu jako jeho největší pravý přítok.

## Vodní režim
Hladina řeky začíná stoupat v důsledku tání sněhu na horách na začátku jara v březnu a maxima dosahuje v červnu až v červenci. Na podzim dochází k povodním způsobeným dešti. Průměrný roční průtok vody na středním toku činí přibližně 200 m³/s, maximální 1500 až 1600 m³/s.

## Využití
Využívá se v široké míře k zavlažování a k plavení dřeva. Vodní doprava je možná v délce 120 km od ústí v Pákistánu., k čemuž byl na dolním toku vybudován zavlažovací vějíř. Na řece leží města Kábul, Džalálábád (Afghánistán) a v jejím povodí město Pešávár (Pákistán).